# Silene plurifolia
Silene plurifolia là loài thực vật có hoa thuộc họ Cẩm chướng. Loài này được Schischk. miêu tả khoa học đầu tiên.